# Tramway de Nancy
Pour l'ancien tramway fer de Nancy (1874-1958), voir Ancien tramway de Nancy.
Pour l'ancien trolleybus de Nancy, voir Ancien trolleybus de Nancy.
Pour l'ancien tramway sur pneu (2001-2023) voir Transport léger guidé de Nancy.
Pour le nouveau trolleybus (2025) voir Nouveau trolleybus de Nancy.
Le tramway fer de Nancy était un projet de transport visant à remplacer le tramway sur pneu (TVR), retiré du service en 2023, par un tramway classique à roulement sur fer. En août 2021, le projet est abandonné, pour des raisons financières au profit de l'acquisition de trolleybus bi-articulés. Il est reporté au prochain mandat électoral, en 2035.

## Situation sur les réseaux de Nancy

Carte animée de l'évolution des infrastructures ferroviaires de l'agglomération de Nancy, dont celle du tramway et du TVR, de 1870 à nos jours.

## Histoire

### Ancien réseau
Un premier tramway avait circulé à Nancy entre 1874 et 1958 ; d'abord hippomobile, puis électrique en 1903. Le réseau compta jusqu'à 14 lignes et s'étendait jusqu'à Pompey, Pont-Saint-Vincent et Dombasle mais ferma à l'aube des années 1960, période de l'avènement de l'automobile en France avec la fermeture d'une grande partie des réseaux de tramways du pays.

### Tramway sur pneus ou TVR
En 2000, Nancy se dote d'une ligne de tramway sur pneu utilisant la technologie du TVR développée par Bombardier. Celle-ci connaît de nombreux problèmes de fiabilité et les besoins d'extension du réseau sont contrariés par le constructeur qui a stoppé la production du TVR, ne l’ayant vendu qu'à Caen et Nancy.
Si Caen souhaitait développer son réseau, neuf ans après la mise en service de la ligne, la municipalité s'est rapidement rendu compte qu'aucun avenir serein n'était envisageable en exploitant le tram sur pneu. Le réseau normand s'est donc séparé de ce matériel en 2017, afin d'engager des travaux pour l'installation d'un tramway fer classique inauguré en 2019. Nancy envisageait de stopper la ligne de TVR au profit d'un tramway à l'horizon 2023. Finalement, le système reste en place et est complété en 2013 par des lignes de bus à haut niveau de service.
Dans l'attente d'un projet, la métropole récupère en 2019 une douzaine de rames du TVR de Caen, qui a démantelé son réseau et construit un tramway fer.
En 2016, la métropole annonce l'arrêt du TVR à l'horizon 2022 et la définition d'un projet de remplacement via son Plan Métropolitain des Mobilités. Le président de la métropole annonce finalement le remplacement du tram sur pneu par un trolleybus en mars 2023.

### Lancement du projet
L'autorisation de circulation du TVR court jusqu'en 2022. La métropole souhaite lancer le chantier avant l'échéance et des études préalables sont lancés dès 2014, confiées à Egis portant sur un remplacement par un tramway à roulement fer. Le but est de doubler la capacité de la ligne de 45 000 à 70 000 voyageurs par jour et de continuer à desservir Brabois qui contient un plateau universitaire important. Le TVR avait été choisi pour sa capacité à franchir la pente de 8,5% permettant d'accéder à Brabois, afin de contourner cette difficulté - courant sur près de 5 kilomètres, deux options sont envisagées : un passage via l'avenue du Général Leclerc à Vandœuvre-lès-Nancy ou un tunnel s’ouvrant par le campus science. Ces études envisagent un tracé de base de 7,8 kilomètres outre l'accès à Brabois mais aussi trois extensions potentielles : une à l’Est (2,3 kilomètres) et deux à l’Ouest (2,2 kilomètres).
Le premier projet prévoit un chantier à 250 millions d'euros mais face à l'ampleur du projet, la métropole élargit fin 2018 l’enveloppe budgétaire à 400 millions d'euros et une mise en service complète en 2024 pour quatre années de travaux. Le tracé prévoit une ligne allant de Brabois jusqu'à Porte Verte avec une possibilité d'extension jusqu'à Seichamps.
Durant l'été 2019, l'enquête publique a lieu et propose un tracé de 15 kilomètres avec des rames de 40 mètres pour une capacité de 300 passagers, mais avec un phasage pour l’extension vers Brabois. L'arrêt du TVR est alors prévu pour 2021 et la mise en service du tramway pour 2023, puis 2026 pour Brabois avec un coût total de 412 millions d'euros. Fin 2019, après un avis favorable de la commission d'enquête, le conseil de la métropole approuve la déclaration de projet préalable à la déclaration d'utilité publique.
Le préfet déclare le projet d'utilité publique en février 2020 et le calendrier définitif est établi. En 2020 débutent les études, maitrise d’œuvre et premiers travaux préparatoires seront lancés ainsi que le choix du constructeur du matériel roulant. Le service de substitution ainsi que les travaux de construction auront lieu en 2021 jusqu'en 2023, où le tramway sera mis en service de Porte Verte (Essey-lès-Nancy) à Nations – Jeanne d’Arc (Vandœuvre-lès-Nancy). La montée vers Brabois est envisagée pour 2026 et la branche vers Roberval pour 2028.

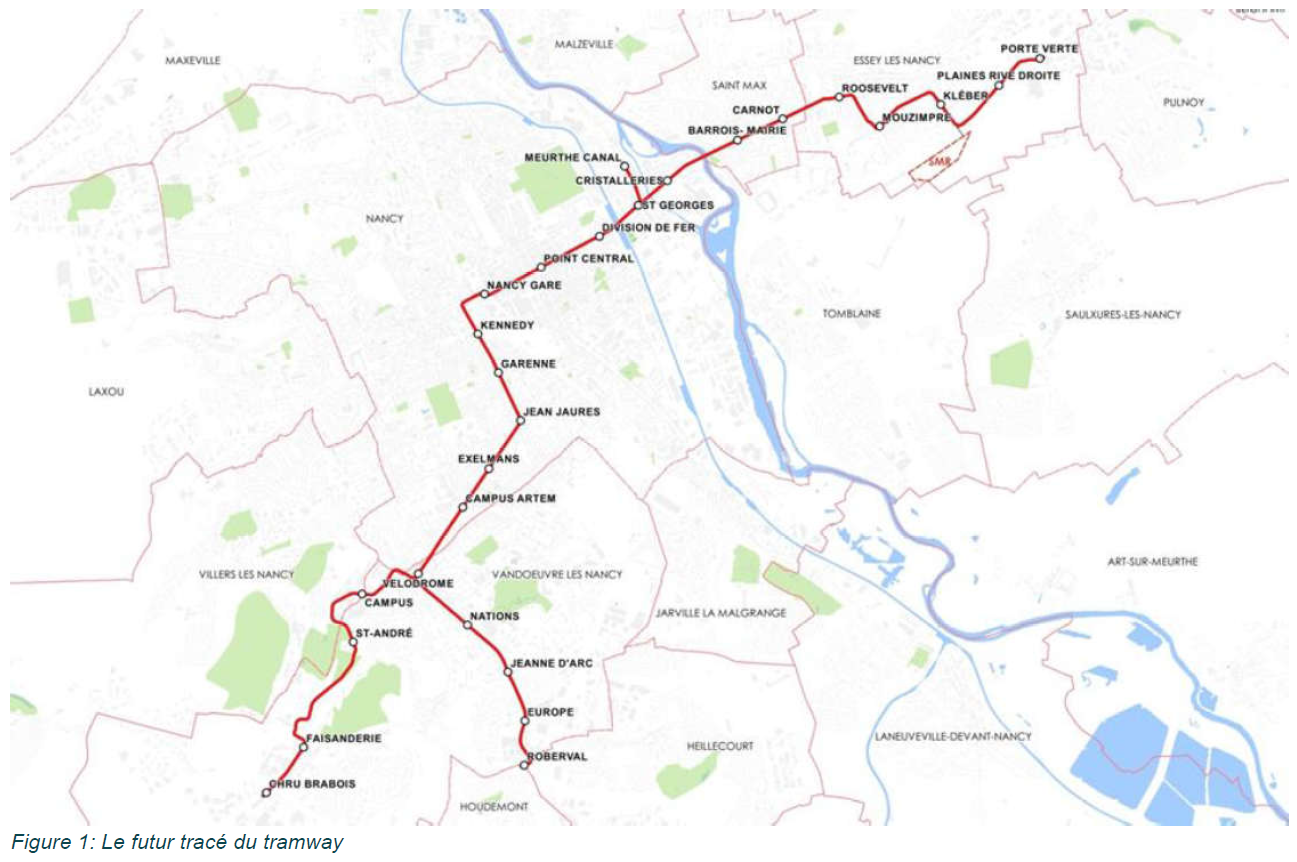
Carte du tracé du tramway

#### Report du projet
En février 2021, le projet est mis en sursis par la nouvelle majorité métropolitaine, pour les raisons suivantes :
- endettement important de la métropole,
- obstacles autour de ce projet (viaduc Kennedy, fort coût du projet autour de 500 M€),
- mobilité à repenser dans son ensemble sur le Grand Nancy et non pas sur un projet de tramway uniquement.

Le projet de tramway sur fer fait partie des études en cours, la municipalité annonce faire le choix entre la mise en place d'un tram-train, ou le maintien des trolley-BHNS avec mise en TCSP partiel sur toutes les lignes structurantes en 2035,,.

#### Choix du trolleybus à moyen terme
Étant dans l'incapacité de prolonger l'exploitation du TVR et suite au fort endettement de la métropole, il est décidé en 2021 que le tramway sur pneu serait remplacé par un trolleybus.
Une délégation se rend sur des réseaux exploitant des trolleybus VanHool et Hess, et c'est finalement le constructeur suisse qui sera choisi pour son LighTram 25 DC.
Le TVR cesse de circuler le 13 mars 2023, et s'ensuivent deux années de travaux, afin de retirer le rail central et réaménager la plateforme pour le trolleybus (mise en place d'un béton désactivé, suppression des poteaux centraux, réaménagement des stations,...). En mars 2024, la métropole reçoit le premier véhicule, sa mise en service est envisagée au printemps 2025.

## Le réseau
Le réseau de tramway imaginé pour 2023 devait être composé de deux lignes, avec 9 stations en tronçon commun. La première ligne reprend essentiellement le tracé de la ligne de TVR, avec une extension de Mouzimpré à la zone d'activité de la Porte Verte.
|  |   |   |   |   |  | Stations           | Commune desservie    | Mise en service | Notes       |
|  | - | - | - | - |  | ------------------ | -------------------- | --------------- | ----------- |
|  |   | ■ |   |   |  | Porte Verte        | Essey-lès-Nancy      | 2023            | Parc relais |
|  |   | • |   |   |  | Plaine Rive droite | Essey-lès-Nancy      | 2023            |             |
|  |   | • |   |   |  | Kléber             | Essey-lès-Nancy      | 2023            |             |
|  |   | • |   |   |  | Mouzimpré          | Essey-lès-Nancy      | 2023            | Parc relais |
|  |   | • |   |   |  | Roosevelt          | Essey-lès-Nancy      | 2023            |             |
|  |   | • |   |   |  | Carnot             | Saint-Max            | 2023            |             |
|  |   | • |   |   |  | Barrois-Mairie     | Saint-Max            | 2023            |             |
|  |   | • |   |   |  | Cristallerie       | Nancy                | 2023            |             |
|  | ■ |   |   |   |  | Meurthe canal      | Nancy                | 2023            |             |
|  |   | • | • |   |  | Saint-Georges      | Nancy                | 2023            | Parc relais |
|  |   | • | • |   |  | Division de Fer    | Nancy                | 2023            |             |
|  |   | • | • |   |  | Point Central      | Nancy                | 2023            |             |
|  |   | • | • |   |  | Nancy Gare         | Nancy                | 2023            | Gare SNCF   |
|  |   | • | • |   |  | Kennedy            | Nancy                | 2023            |             |
|  |   | • | • |   |  | Garenne            | Nancy                | 2023            |             |
|  |   | • | • |   |  | Jean Jaurès        | Nancy                | 2023            |             |
|  |   | • | • |   |  | Exelmans           | Nancy                | 2023            |             |
|  |   | • | • |   |  | Campus Artem       | Nancy                | 2023            |             |
|  |   | • | • |   |  | Vélodrome          | Vandoeuvre-lès-Nancy | 2023            |             |
|  |   |   |   | • |  | Nations            | Vandoeuvre-lès-Nancy | 2023            |             |
|  |   |   |   | ■ |  | Jeanne d'Arc       | Vandoeuvre-lès-Nancy | 2023            |             |
|  | • |   |   |   |  | Campus             | Villers-lès-Nancy    | 2026            |             |
|  | • |   |   |   |  | Saint-André        | Vandoeuvre-lès-Nancy | 2026            |             |
|  | • |   |   |   |  | Faisanderie        | Vandoeuvre-lès-Nancy | 2026            |             |
|  | ■ |   |   |   |  | CHRU Brabois       | Vandoeuvre-lès-Nancy | 2026            | Parc relais |
|  |   |   |   | • |  | Europe             | Vandoeuvre-lès-Nancy | 2028            |             |
|  |   |   |   | ■ |  | Roberval           | Vandoeuvre-lès-Nancy | 2028            | - Gare SNCF |

## Infrastructure

### Dépôt
Le nouveau dépôt de remisage des tramways est prévu sur la commune d'Essey-lès-Nancy à proximité de l'arrêt  Quartier Kléber. Il devait être construit en lieu et place de la caserne Kléber.

### Parking relais
Cinq parcs relais sont prévus dans le projet.
Trois existent déjà et sont utilisés avec le système TVR : Essey Mouzimpré, Vandœuvre - CHU Brabois et Saint-Georges. En outre, deux nouveaux parcs sont prévus : Porte Verte et Roberval.

## Matériel roulant
Le choix du constructeur et du modèle de matériel roulant devait se faire fin 2020. Deux candidats sont déclarés : Alstom avec son Citadis et CAF avec le modèle Urbos.
Les caractéristiques définies par le projet sont des rames bidirectionnelles de 40 mètres pour une capacité de 300 passagers.

## Un retour sur un autre axe?
L'idée de remettre le tramway dans Nancy est toujours en discussion, et à l'étude, la décision sera prise lors de la mandature 2026-2032, Le projet fait partie des études en cours, la municipalité annonce faire le choix entre la mise en place d'un tram-train, ou le maintien des trolley-BHNS avec mise en TCSP partiel sur toutes les lignes structurantes en 2035,,. 
Ce projet est confirmé en mars 2024 par Patrick Hatzig, le vice-président chargé des transports annonce que l'idée d'un tram n'est pas du tout écartée, et il est même envisagé sur un autre axe, un axe nord-sud en mode tramway ou tram-train, la décision sera prise dans la mandature 2026-2032. « S'il devait y avoir un tram, [...] il serait sans doute opportun de construire un tram ou un tram-train sur le parcours où il y a le plus de transport. La 1 [ligne de trolleybus] ne bouge pas pendant 24 ans » déclare l'élu.